# Tumulus van de zes broers
De Tumulus van de zes broers (Frans: Tumulus aux Six Frères) is een Gallo-Romeinse grafheuvel bij Dhuy in de Belgische provincie Namen in de gemeente Éghezée. De heuvel ligt aan een kruising aan de oostkant van het dorp aan de Route des Six Frères, de N942.
Op de heuvel staan vijf lindebomen. Hier zou er in 1890 een kapel gebouwd zijn gewijd aan Sint-Rochus. In de Tweede Wereldoorlog werd de kapel verwoest door het Franse leger om alle kruispunten op te blazen als tactiek om de Duitse opmars te vertragen. Ter plaatse zijn er diverse legenden in omloop, waaronder dat de bomen geplant zouden zijn door zes broers in de oorlog. Een andere versie vertelt dat de bomen zijn geplant ter nagedachtenis aan de zes in de oorlog gestorven broers.

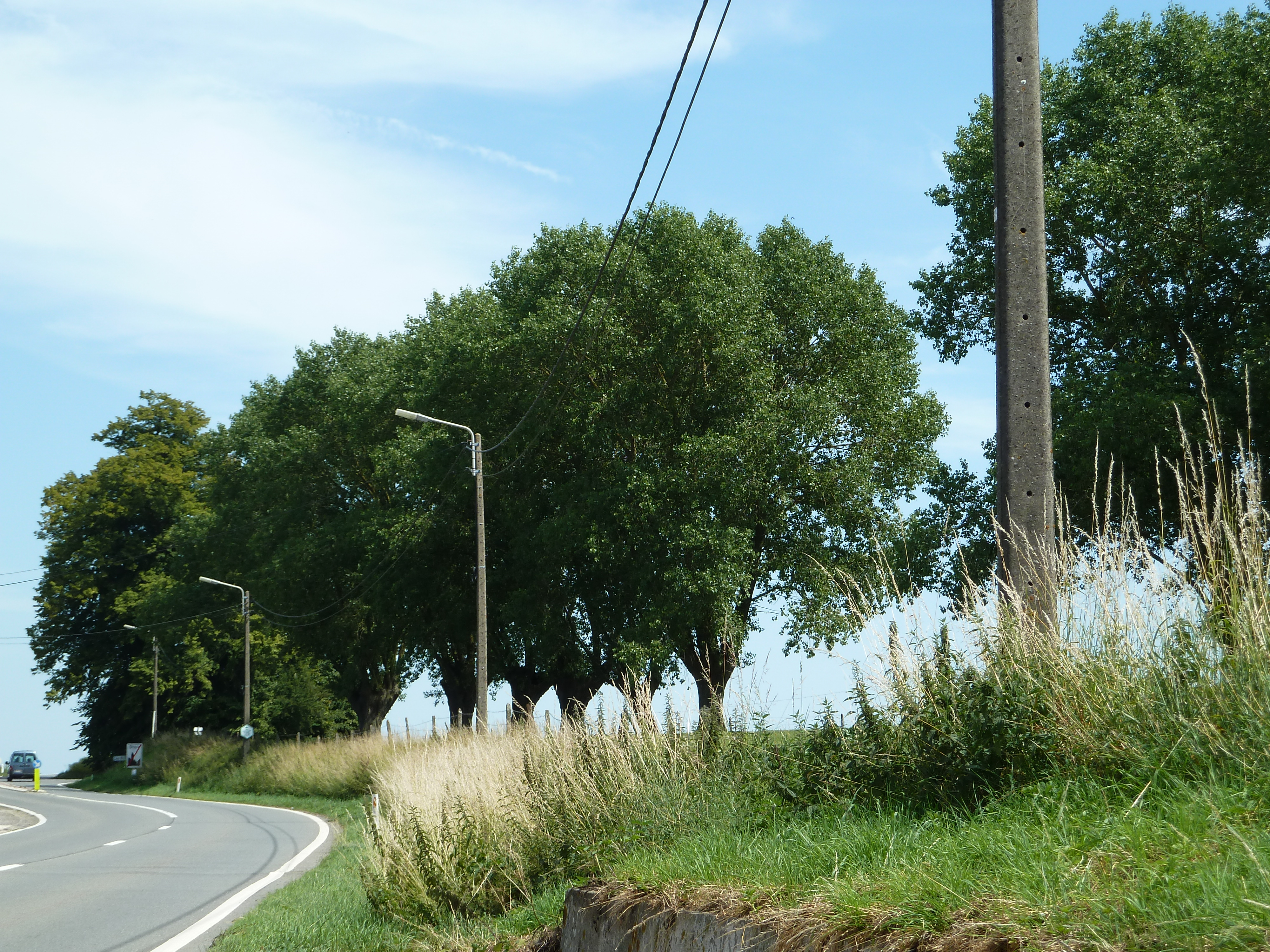
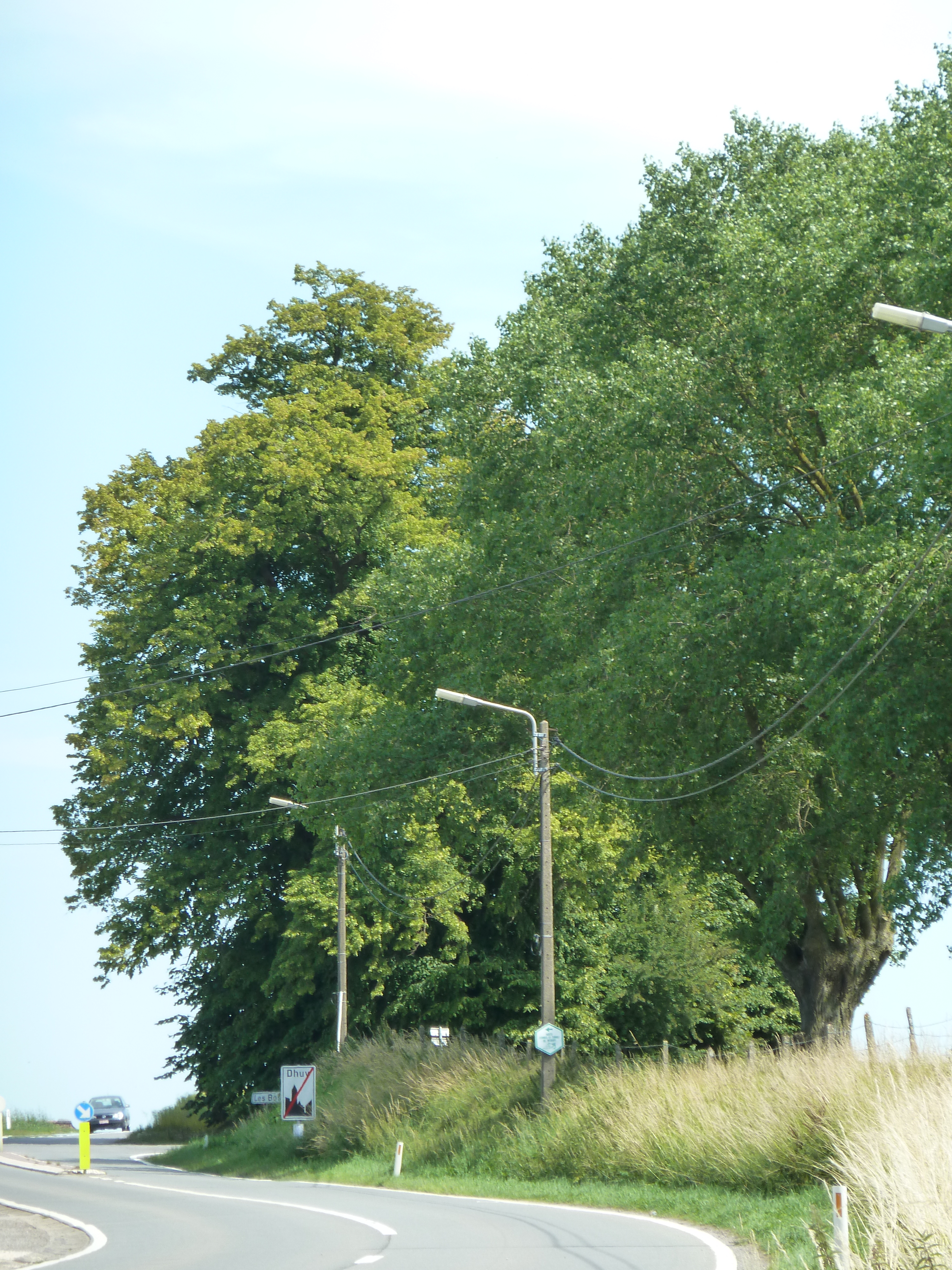
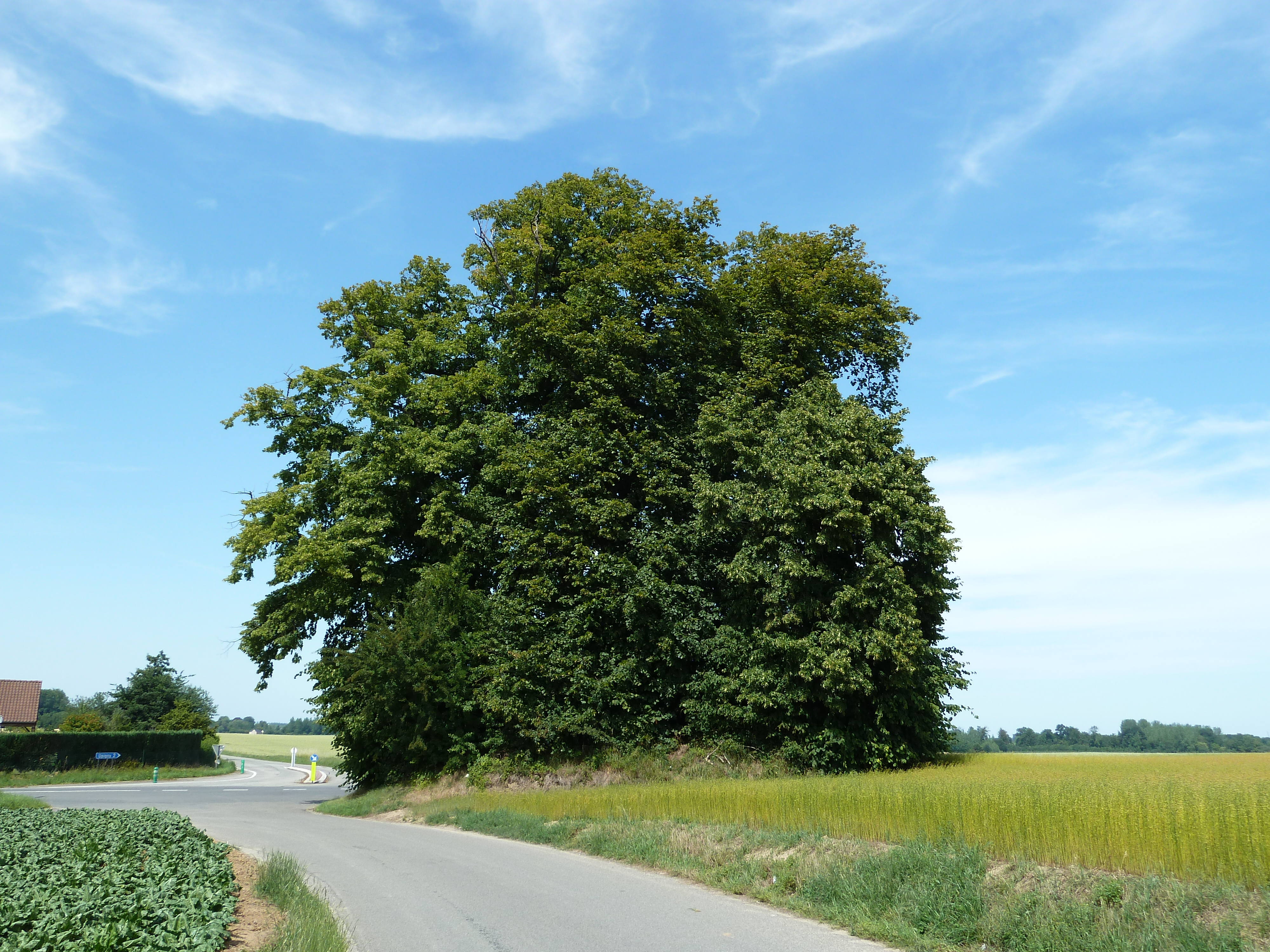